# Taira Shigetsuke
Taira Shigetsuke est un nom japonais traditionnel ; le nom de famille (ou le nom d'école), Taira, précède donc le prénom (ou le nom d'artiste) Shigetsuke.
Taira Shigetsuke (大道寺友山, 1639-1730) est un samouraï connu pour avoir écrit à la fin de sa vie le Budō shōshin shū, qui est l'un des premiers livres sur le bushidō. L'ouvrage a été publié après sa mort.
De son vrai nom Daidōji Yūzan (大道寺 友山), il était expert en stratégie militaire. Après avoir étudié la voie du bushidō auprès des fameux maîtres Yamaga Sokō et Hōjō Ujinaga, il vécut en tant qu'enseignant itinérant, notamment auprès du clan Asano d'Akō.